# Anthony Horowitz
Anthony Horowitz (Stanmore, 5 aprile 1958) è uno scrittore e sceneggiatore inglese.
Ha scritto diversi romanzi per bambini e giovani adulti, tra cui la serie della giovane spia Alex Rider. È il creatore e lo scrittore della serie televisiva Foyle's War ed è stato chiamato a dare una continuità letteraria ai personaggi di Sherlock Holmes e James Bond.

## Opere

### The Falcon's Malteser
- Diamanti cioccolato (illustrato da Alberto Rebori) (The Falcon's Malteser, *1986) (Mondadori, 1998)
- (Public Enemy Number Two, 1987)
- (South By South East, 1991)
- (The Blurred Man, 2003)
- (The French Confection, 2003)
- (I Know What You Did Last Wednesday, 2003)
- (The Greek Who Stole Christmas, 2008)

### Villa Ghiacciaossa
- Villa Ghiacciaossa (illustrato da Alberto Rebori) (Groosham Grange, 1988) (Mondadori, 1997)
- Tempi tempestosi a Villa Ghiacciaossa (illustrato da Vittoria Facchini) (The Unholy Grail o anche Return to Groosham Grange, 1999) (Mondadori, 2004)

### Alex Rider
- Alex Rider (Stormbreaker, 2000) (Mondadori, 2002)
- Operazione Gemini (Point Blanc, 2001) (Mondadori, 2004)
- Operazione scheletro (Skeleton Key, 2002) (Mondadori, 2005)
- (Eagle strike, 2003)
- (Scorpia, 2004)
- (Ark angel, 2005)
- (Snakehead, 2007)
- (Crocodile Tears, 2009)
- (Scorpia Rising, 2011)

### I cinque guardiani
- Il varco del corvo (Raven's Gate, 2005) (Mondadori, 2008)
- L'ultimo solstizio (Evil Star, 2006) (Mondadori, 2009)
- (Nightrise, 2007)
- (Necropolis, 2008)
- (Oblivion, 2012)

### Sherlock Holmes
- La Casa della Seta (The House of Silk, 2011) (Mondadori, 2012 - Giallo Mondadori Sherlock n. 3, 2015)
- (Moriarty, 2014)

### James Bond
- (Trigger Mortis, 2015)
- (Forever and a Day, 2018)
- (With a Mind to Kill, 2022)

### Susan Ryeland
- I delitti della gazza ladra (Magpie Murders, 2016)
- I delitti della bella di notte (Moonflower Murders, 2020)

### I casi di Daniel Hawthorne
- Detective in cerca d'autore, (The Word Is Murder, 2017), Rizzoli, 2023, ISBN 9788831812177

### Altri
- Nonnina (illustrato da Tony Ross) (Granny, 1994) (Mondadori, 1996) ripubblicato col titolo Cocco di nonna (Salani, 2012)
- L'aiutante del diavolo (illustrato da Alberto Rebori) (The Devil and His Boy, 1998) (Mondadori, 2000)
- Horror (Horowitz Horror, 1999) (Mondadori, 2001)
- Il segreto di sua Maestà (a cura di Enrico Saravalle) (Mondadori, 2002)
- La sentenza è morte, Rizzoli, 2024, ISBN 9788817179195

### Libri per adulti
- (William S., 1999)
- (Mindgame, 2001)
- (The killing Joke, 2004)